# Córrego Uberaba
O córrego Uberaba é um curso de água da cidade de São Paulo. Sua nascente fica na região da Avenida Jabaquara, próximo à alameda dos Tupinás, de onde ele corre canalizado por baixo das seguintes vias: avenida José Maria Whitaker e rua Palmital, atravessa a Avenida Prof. Ascendino Reis, segue delimitando o Centro Educacional do Ibirapuera, atravessa a Avenida Ibirapuera e República do Líbano, corre entre as avenidas Agami e Ministro Gabriel Rezende Passos onde segue pela avenida Hélio Pellegrino até desaguar no rio Pinheiros.